# Вобијета (Ђенова)
Вобијета је насеље у Италији у округу Ђенова, региону Лигурија.
Према процени из 2011. у насељу је живело 45 становника. Насеље се налази на надморској висини од 323 м.